# كارين فالغرين-لوندغرين
كارين إليزابيث فالغرين-لوندغرين (بالسويدية: Karin Wallgren-Lundgren)‏ (née Wallgren في 19 أيار / مايو 1944) هي عداءة سويدية متقاعدة. شاركت في أولمبياد صيفي 1968 و 1972 ضمن مسابقات مختلفة من 100 إلى 400 متر (خمسة في المجموع) ، لكنها فشلت في الوصول إلى النهائيات. فازت بمسابقة 400 متر في دورة الألعاب الأوروبية المغلقة عام 1967 ، وحجزت المركز الخامس في بطولة الاتحاد الأوروبي لألعاب القوى عام 1969 والرابع في بطولة ألعاب القوى الأوروبية عام 1971 .  
فازت في البطولات الوطنية في 100 متر (1966 و 1968-71) ، 200 متر (1962 ، 1965-66 ، 1968- 1970 و 1972) ، 400 متر (1966 و 1968-72) ، ومختلف المرحلات (24) مرات). حملت أرقاما قياسية وطنية ضمن سباقات 100 م و 200 م و 400 م. بعد تقاعدها من المنافسات أصبحت نائبة لرئيس الرابطة السويدية لألعاب القوى . 

## روابط خارجية
- كارين فالغرين-لوندغرين على موقع أوليمبيديا (الإنجليزية)
- كارين فالغرين-لوندغرين على موقع اللجنة الأولمبية السويدية (السويدية)